# Giuseppe Durini
Giuseppe Durini di Monza (Milano, 2 novembre 1800 – Novara, 21 ottobre 1850) è stato un nobile, politico e patriota italiano.

## Biografia

### I primi anni e la carriera amministrativa austriaca
Figlio di Angelo Durini, nobile dei conti di Monza (ramo collaterale), e di sua moglie Antonia Mauri, Giuseppe nacque a Milano il 2 novembre 1800. Intrapresi gli studi in legge, si laureò all'Università di Pavia ed entrò a far parte dell'amministrazione austriaca della Lombardia. Dopo un periodo di praticantato tra il 1824 ed il 1828, sino al 1831 lavorò presso la delegazione provinciale, divenendo in quello stesso anno relatore presso la medesima congregazione provinciale. Il 27 settembre del 1831 giurò ufficialmente nelle mani del governatore del Lombardo-Veneto Franz von Hartig con decreto sottoscritto dal viceré Ranieri d'Asburgo-Lorena. Rimase in tale incarico sino al 1840 quando iniziò a maturare il desiderio di distaccarsi dall'amministrazione austriaca, preferendo condurre una carriera privata.
Nel 1840 entrò infatti al servizio come amministratore dei beni e degli interessi del conte Johann Emanuel Joseph von Khevenhüller-Metsch, nobile di ascendenze austriache la cui famiglia si era insediata in Lombardia dalla seconda metà del Settecento. In quello stesso anno, entrò a far parte con Daniele Manin della Società dell'Imperial-Regia Privilegiata Strada Ferrata Ferdinandea Lombardo-Veneta, come membro dell'ufficio legale. In quest'ultima veste, sostenne vivamente la costruzione del tratto diretto Milano-Brescia-Venezia contro i sostenitori della pedemontana per Bergamo.
Nel 1842 venne eletto nel consiglio comunale di Milano e tornò quindi nella pubblica amministrazione dopo soli due anni di assenza. Nel 1843 venne candidato alla carica di podestà di Milano, ma rinunciò a favore di Gabrio Casati.

### Le Cinque Giornate di Milano ed il governo provvisorio
Durante le Cinque Giornate di Milano del 1848, si schierò a favore dei movimenti filo-piemontesi e fu uno stretto collaboratore del Casati. In quel breve periodo di tempo divenne membro del consiglio di guerra di Milano, membro del governo provvisorio e ministro dell'interno. Si oppose con fermezza alle linee di pensiero proposte da Giuseppe Mazzini e da Carlo Cattaneo, sostenendo la necessità di un'immediata annessione della Lombardia al Piemonte sabaudo. Guadagnatosi su questo progetto l'assenso di Casati e di altri notabili milanesi, venne incaricato di trattare a Torino i termini dell'annessione. Con eguale fermezza votò perché il governo provvisorio di Milano non appoggiasse la proclamazione della repubblica a Venezia.
In Piemonte, intanto, dopo le dimissioni del ministero Balbo, Gabrio Casati venne eletto primo ministro del parlamento subalpino e fu proprio da quest'ultimo nominato Ministro dell'Agricoltura e del Commercio (inizialmente venne proposto come plenipotenziario del parlamento piemontese residente a Milano ed incaricato dell'amministrazione della Lombardia intera, incarico che poi non venne approvato dal parlamento piemontese). Rimase in carica sino al 4 agosto 1848 quando venne sostituito da Urbano Rattazzi. Il 7 agosto, quando Carlo Alberto di Savoia lasciò Milano e consentì il rientro degli austriaci, si dimise con tutto il gabinetto del governo Casati.

### L'esilio e gli ultimi anni
Ritornato a Milano, ottenne inizialmente un lasciapassare dal governo imperiale, ma venne colpito dalla legge di contribuzione straordinaria imposta dal generale Josef Radetzky a quei lombardi che si erano resi colpevoli di complicità coi piemontesi e col loro progetto insurrezionista. Durante questi anni si dedicò alla scrittura di un Memorandum sull'esperienza dell'insurrezione del 1848 e sui soprusi compiuti dall'Austria. Venne alla fine condannato all'esilio dal governo austriaco e per questo soggiornò per qualche tempo a Parigi e poi a Bruxelles, riparando poi a Novara da dove progettava di rientrare clandestinamente in Lombardia. Qui però, colto da febbre tifoidea, morì il 21 ottobre 1850. La sua salma, il 3 novembre, venne trasferita e sepolta nel mausoleo di famiglia a Gorla Minore.

## Albero genealogico
|                       |   |                                                       | Genitori                    |  |  | Nonni |  |  | Bisnonni        |  |  | Trisnonni           |  |
|                       |   |                                                       |                             |  |  |       |  |  | Giuseppe Durini |  |  | Gian Giacomo Durini |  |
|                       |   |                                                       |                             |  |  |       |  |  | Giuseppe Durini |  |  | Gian Giacomo Durini |  |
|                       |   | Margherita Visconti                                   |                             |  |  |       |  |  | Giuseppe Durini |  |  |                     |  |
| Carlo Durini          |   |                                                       |                             |  |  |       |  |  | Giuseppe Durini |  |  |                     |  |
|                       |   | Costanza Barbavara                                    | Giuseppe Barbavara          |  |  |       |  |  |                 |  |  |                     |  |
|                       |   | Costanza Barbavara                                    | Giuseppe Barbavara          |  |  |       |  |  |                 |  |  |                     |  |
|                       |   | Costanza Barbavara                                    | Alfonsa Belcredi            |  |  |       |  |  |                 |  |  |                     |  |
| Angelo Durini         |   | Costanza Barbavara                                    |                             |  |  |       |  |  |                 |  |  |                     |  |
|                       |   | Carlo Ettore Maria Terzaghi, marchese di Gorla Minore | Francesco Bernardo Terzaghi |  |  |       |  |  |                 |  |  |                     |  |
|                       |   | Carlo Ettore Maria Terzaghi, marchese di Gorla Minore | Francesco Bernardo Terzaghi |  |  |       |  |  |                 |  |  |                     |  |
|                       |   | Carlo Ettore Maria Terzaghi, marchese di Gorla Minore | …                           |  |  |       |  |  |                 |  |  |                     |  |
| Maria Teresa Terzaghi |   | Carlo Ettore Maria Terzaghi, marchese di Gorla Minore |                             |  |  |       |  |  |                 |  |  |                     |  |
|                       |   | Elena Visconti                                        | Giuseppe Visconti           |  |  |       |  |  |                 |  |  |                     |  |
|                       |   | Elena Visconti                                        | Giuseppe Visconti           |  |  |       |  |  |                 |  |  |                     |  |
|                       |   | Elena Visconti                                        | Delia Mazzetti              |  |  |       |  |  |                 |  |  |                     |  |
| Giuseppe Durini       |   | Elena Visconti                                        |                             |  |  |       |  |  |                 |  |  |                     |  |
|                       | … | …                                                     |                             |  |  |       |  |  |                 |  |  |                     |  |
|                       | … | …                                                     |                             |  |  |       |  |  |                 |  |  |                     |  |
|                       | … | …                                                     |                             |  |  |       |  |  |                 |  |  |                     |  |
| Agostino Manzi        | … |                                                       |                             |  |  |       |  |  |                 |  |  |                     |  |
|                       |   | …                                                     | …                           |  |  |       |  |  |                 |  |  |                     |  |
|                       |   | …                                                     | …                           |  |  |       |  |  |                 |  |  |                     |  |
|                       |   | …                                                     | …                           |  |  |       |  |  |                 |  |  |                     |  |
| Antonia Manzi         |   | …                                                     |                             |  |  |       |  |  |                 |  |  |                     |  |
|                       |   | …                                                     | …                           |  |  |       |  |  |                 |  |  |                     |  |
|                       |   | …                                                     | …                           |  |  |       |  |  |                 |  |  |                     |  |
|                       |   | …                                                     | …                           |  |  |       |  |  |                 |  |  |                     |  |
| …                     |   | …                                                     |                             |  |  |       |  |  |                 |  |  |                     |  |
|                       |   | …                                                     | …                           |  |  |       |  |  |                 |  |  |                     |  |
|                       |   | …                                                     | …                           |  |  |       |  |  |                 |  |  |                     |  |
|                       |   | …                                                     | …                           |  |  |       |  |  |                 |  |  |                     |  |
|                       |   | …                                                     |                             |  |  |       |  |  |                 |  |  |                     |  |